# Convento de las Madres Carmelitas Descalzas (Sanlúcar de Barrameda)
La Fundación: primeros traslados y asentamiento definitivo
El convento de Santa Teresa de Jesús de las religiosas Carmelitas Descalzas, se asentó de manera definitiva en Sanlúcar de Barrameda el primero de octubre del año 1644. Reinaba Felipe IV y el trono de Roma había sido ocupado ese mismo año por Inocencio X. El Arzobispo de Sevilla lo detentaba el Cardenal D. Gaspar de Borja y Velasco y el generalato de la Orden Carmelitana el Padre Fray Juan Bautista, siendo provincial Fray Francisco de Santa María.
El 11 de septiembre de 1639, D. Gaspar Alonso de Guzmán y el provincial, por entonces, Fray Luis de San Jerónimo, conveniaron la llegada de la orden. Un año después en el Capítulo General se admitieron las fundaciones de Carmelitas Descalzos en sus vertienes masculina y femenina.
En el caso de los hermanos Carmelitas, se verificó la institución de manera rápida: el 19 de marzo de 1640. No fue este el caso de la rama femenina, pues hasta cuatro años más tarde no llegaron a la ciudad. Las causas debemos buscarlas en la difícil situación de Sanlúcar de Barrameda, especialmente por la sublevación del duque frente a la Corona.
Fueron designadas por el Definitorio para la fundación de Sanlúcar las siguientes religiosas.
Doña Magdalena de Mendoza y Guzmán (Madre Magdalena de Jesúss), natural de Gerena y profesa del convento de Sevilla, con licencia de vicaria. Como subpriora vendría Doña Isabel de pareja (Madre Isabel de Jesús María), profesa del convento de Málaga. Junto a ellas, las hermanas Isabel María de Christo (Doña de Loaysa), natural y profesa de Sanlúcar la Mayor, Catalina de Jesús (Doña Catalina del Pozo) de Cabra y profesa de Jaén y Catalina María de la Santísima Trinidad (Doña Catalina de Valderrama) del convento de Sevilla. La madre fundadora admitió también a una doncella en calidad de novicia llamada María de San Miguel.
- Datos: Q25414940